# Rożeniec białolicy
Rożeniec białolicy (Anas bahamensis) – gatunek średniej wielkości ptaka z rodziny kaczkowatych (Anatidae). Występuje w Ameryce Południowej i na Karaibach. Nie jest zagrożony.

## Morfologia
Długość ciała 38–50 cm, masa ciała 475–530 g.
Samice są podobne do samców, ale są nieco mniejsze, mają też bardziej matowy dziób i twarz oraz krótszy ogon. Osobniki młodociane przypominają dorosłe, ale mają nieco bardziej matowy dziób i upierzenie.

## Podgatunki i zasięg występowania

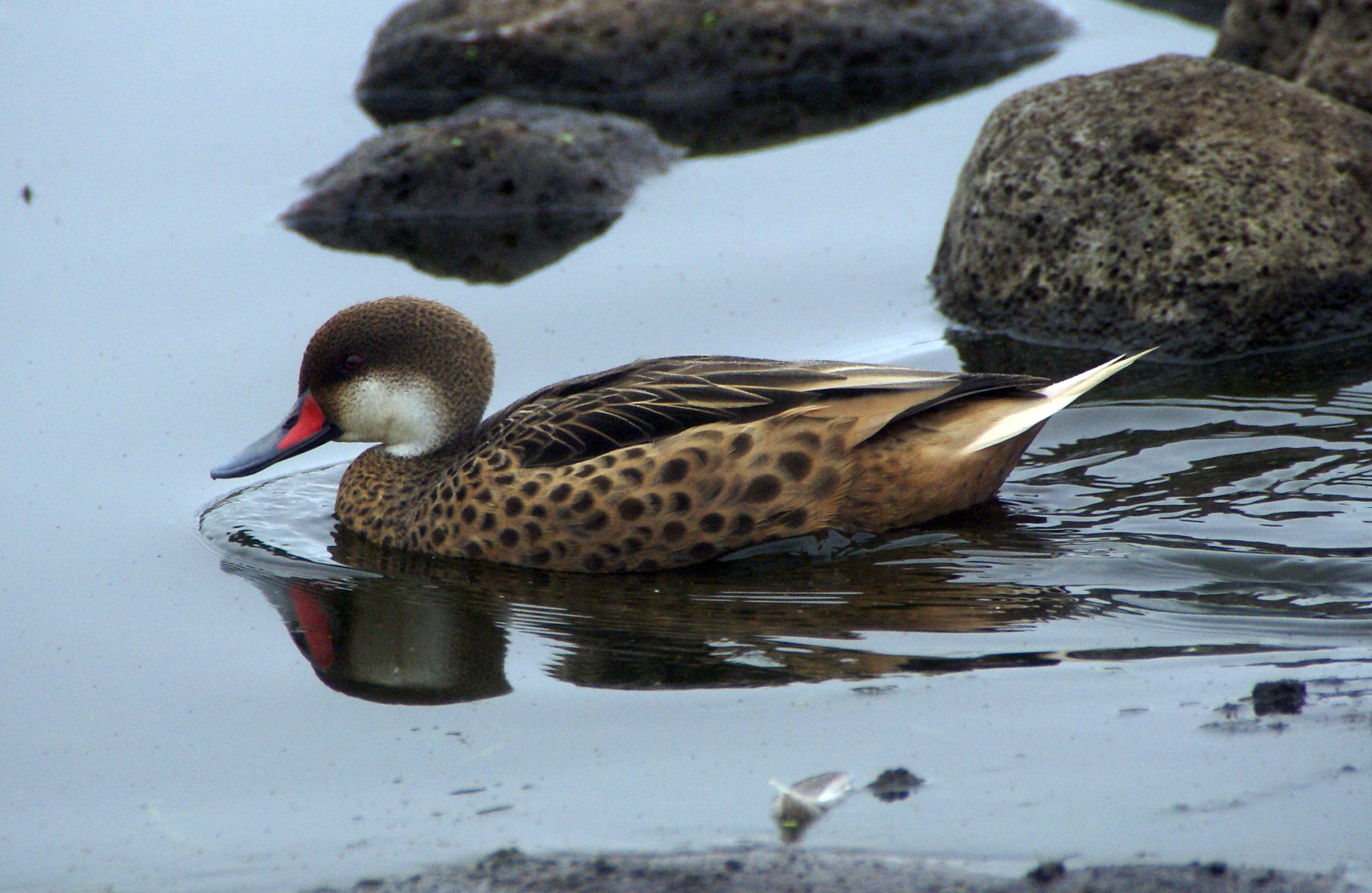
Podgatunek A. b. galapagensis

Wyróżnia się trzy podgatunki A. bahamensis:
- A. b. bahamensis Linnaeus, 1758 – rożeniec białolicy[5] – wyspy Karaibów i północna Ameryka Południowa po północną Brazylię
- A. b. rubrirostris Vieillot, 1816 – południowy Ekwador i południowa Brazylia do Urugwaju, północnej Argentyny i północnego Chile
- A. b. galapagensis (Ridgway, 1890) – rożeniec galapagoski[5] – Galapagos

## Ekologia
Rożeniec białolicy żyje w wodach słonawych i słonych, takich jak jeziora, stawy, laguny, namorzyny, estuaria, ale także w płytkich stawach i jeziorach słodkowodnych oraz na otwartych obszarach podmokłych. Występuje od poziomu morza do 2500 m n.p.m. w Boliwii.
Zwykle monogamiczny, rzadko zdarzają się samce z dwiema partnerkami równocześnie. Część ptaków pozostaje w stałej parze przez więcej niż jeden sezon rozrodczy. Gniazdo umieszczone na ziemi, w pobliżu wody. W zniesieniu 6–10 kremowych jaj, ich inkubacja trwa około 25–26 dni. Opieką nad młodymi zajmuje się samica.
Żywi się drobnymi zwierzętami wodnymi i nasionami roślin wodnych, ale także algami.

## Status
Międzynarodowa Unia Ochrony Przyrody (IUCN) uznaje rożeńca białolicego za gatunek najmniejszej troski (LC – Least Concern) nieprzerwanie od 1988 roku. Liczebność populacji nie została oszacowana. Globalny trend liczebności populacji uznawany jest za spadkowy, choć niektóre populacje mogą być stabilne, a trend liczebności części populacji nie jest znany.